# Твердотілий акумулятор
Твердотілий акумулятор — це електричний акумулятор, в якому використовуються тверді електроди і твердий електроліт замість рідких або полімерних гелевих електролітів, які застосовуються в літій-іонних або літієвих полімерних акумуляторах. Як тверді електроліти у таких акумуляторах використовують кераміку (наприклад, оксиди, сульфіди, фосфати) і тверді полімери. Твердотілі акумулятори знайшли застосування в кардіостимуляторах, RFID-технологіях та переносних пристроях. Такі акумулятори безпечніші, мають більш високу щільність енергії.

## Історія
Між 1831 і 1834 рр. Майкл Фарадей відкрив тверді електроліти сульфіду срібла та фторид свинцю (II), заснувавши твердотільну іоніку .
Це стало початком для твердотілих акумуляторів.
В кінці 1950-х років відбулися перші спроби створити такий акумулятор. Для цього використовували електроліти на основі срібла, що мали низьку щільність енергії та високий внутрішній опір. Новий клас твердотілого електроліту, розроблений Національною лабораторією Оук-Рідж у 90-х роках, пізніше був застосований у виробництві тонкоплівочних літій-іонних акумуляторів.
У 2011 році Bolloré запустив BlueCar з літій-металевим полімером 30 кВт-год (LMP), в якому використовувався твердий полімерний електроліт, створений розчиненням літієвої солі в солювальному сополімері (поліоксиетилен).
У 2013 році дослідники з Університету Колорадо Боулдер оголосили про розробку твердотілого літієвого акумулятора з твердим композитним катодом на основі хімічної формули залізо — сірка, яка обіцяла вищу енергетичну потужність.
У 2014 році дослідники Sakti3 анонсували твердотільний електроліт-літій-іонний акумулятор та заявили про вищу щільність енергії за меншу вартість. Toyota оголосила про свої твердотільні акумуляторні роботи та має найбільшу кількість патентів. У 2015 році компанію Sakti3 придбав Дайсон .
У 2017 році Джон Гудінаф, співавтор літій-іонних акумуляторів, продемонстрував можливість розробки твердотілого акумулятора на основі скляного електроліту та лужно-металевого анода, що складається з літію, натрію чи калію . У 2017 році Toyota оголосила про поглиблення і так багаторічного партнерства з Panasonic, включаючи співпрацю щодо твердотілих акумуляторів. Над цією технологією також працюють автовиробники BMW, Honda, Hyundai Motor Company та Nissan. Дайсон, компанія, відома виробництвом побутової техніки, оголосила про запуск електромобіля до 2020 року. За два роки до оголошення Дайсон купив Sakti3, компанію, яка займається дослідженням твердотілих акумуляторів. Дайсон відмовився від проекту електромобілів у 2019 році, але заявив, що технологія акумуляторів буде розвиватися далі. Компанія Fisker Inc. стверджує, що її твердотільна акумуляторна технологія буде готова до «виробництва на рівні автопрому» у 2023 році. NGK, компанія, відома свічками запалювання, розробляє акумулятори на основі кераміки, використовуючи свій досвід у керамічній галузі.
У 2018 році Solid Power оголосила, що отримала 20 мільйонів доларів США на фінансування невеликої виробничої лінії для твердотілих літій-металевих акумуляторів. Лінія зможе виробляти акумулятори у кількості, що становить сумарно потужність близько 10 мегават-годин на рік. Volkswagen оголосив про інвестиці розміром 100 мільйонів доларів у стартап QuantumScape, який розробляє твердотільний акумулятор. Стартап походить зі Стенфорда. Китайська компанія Qing Tao запустила виробничу лінію твердотільних акумуляторів.
Основні події продовжували розвиватися в 2018 році, коли Solid Power, відокремлена від дослідницької групи Університету Колорадо Боулдер, отримала 20 мільйонів доларів США від Samsung та Hyundai для створення невеликої виробничої лінії, яка могла б виробляти копії своїх повністю твердотільних прототипів літій-металевих акумуляторів, із передбачуваною сумарною потужністю у 10 мегават-годин на рік. QuantumScape, ще один стартап у галузі твердотільних акумуляторів, що був створений колегіальною дослідницькою групою (в даному випадку Стенфордським університетом), притягнув увагу до себе цого ж року, коли Volkswagen оголосив про інвестиції у дослідницьку групу розміром у 100 мільйонів доларів, ставши найбільшим зацікавленим учасником, на пару з Біллом Гейтсом. З метою створення спільного проекту для масового виробництва твердотільних акумуляторів, Volkswagen виділив QuantumScape додатково 200 мільйонів доларів у червні 2020 року та провів IPO QuantumScape на NYSE 29 листопада 2020 року в рамках злиття разом із Kensington Capital Acquisition, щоб залучити додатковий капітал в проект.
Qing Tao також розпочав першу китайську виробничу лінію твердотільних акумуляторів у 2018 році, спочатку маючи намір поставити батареї для «спеціального обладнання та цифрових продуктів високого класу»; однак компанія спілкувалася з декількома виробниками автомобілів з наміром потенційно розширития і до автомобільного ринку.
У 2021 році Toyota представить прототип електромобіля, що працює від твердотільних акумуляторів, і надалі планує бути першим автовиробником, який продаватиме електромобіль із твердотільними акумуляторними батареями. Solid Power передбачає «почати офіційний процес з кваліфікації автомобілів» на початку 2022 року, а QuantumScape «запланував старт масового виробництва на другу половину 2024 року». Fisker, із свого боку, оголосили що їх твердотільна акумуляторна технологія повинна бути готова до «виробництва автомобілів» у 2023 році.
26 лютого 2021 року Fisker оголосив, що у зв'язку з непередбаченими труднощами та явними непереборними перешкодами компанія вирішила повністю відмовитись від своїх зусиль в галузі твердотілих акумуляторів.

## Матеріали
Матеріали, придатні для використання як тверді електроліти, в таких акумуляторах, включають кераміку, скло (див. Скляну батарея), та сульфіди. В основному катоди твердотільних акумуляторів використовують літій, з багатьма випробуваними варіантами, як то LiCoO 2, LiNi 1/3 Co 1/3 Mn 1/3 O 2, LiMn 2 O 4 та LiNi 0,8 Co 0,15 Al0.05O 2 . Аноди таких акумуляторів різняться набагато більше, і частково залежать від типу твердотільного електроліту. Наприклад, In, Ge x Si 1− x, SnO — B 2 O 3, SnS –P 2 S 5, Li 2 FeS 2, FeS, NiP 2 та Li 2 SiS 3 .
Одним з перспективних матеріалів для катода є Li-S, який має теоретичну ємність 1670 mAh g −1, "що вдесятеро перевищує ефективне значення LiCoO 2 ". Сірка не може використовуватись як катод у рідких електролітах, оскільки вона розчиняється у більшості рідких електролітів і спричинює різке скорочення терміну експлуатації акумулятора. Саме тому сірка в даний час вивчається в твердому стані. Нещодавно був розроблений керамічний текстиль, який має перспективу при використанні в твердотільному акумуляторі LI-S. Цей текстиль використовувався як роздільник між анодом і катодом, і пропускає іони літію, одночасно перешкоджаючи розчиненню сірки. Результати були багатообіцяючими, проте не досягли теоретично прогнозованої щільності енергії. Результат «роздільник товщиною 500 мкм при 63 % використаної площі електроліту» становив «71 Вт/кг». тоді як прогнозована щільність енергії становить 500 Вт/кг.
Твердотільні акумулятори Li-O2 подають багато надій на покращення існуючих акумуляторів з їх високою теоретичною ємністю. Однак головна проблема цих пристроїв полягає в тому, що «літієвий анод повинен бути захищеним від впливу атмосфери, тоді як повітряний катод повинен контактувати з нею».
Акумулятор Li / LiFePO 4 також цікавий як твердотілий акумулятор для електромобілів. Дослідження, проведене в 2010 році, представило цей матеріал як безпечну альтернативу для акумуляторних батарей електромобілів, які «перевершують вимоги USABC-DOE».

## Використання
Твердотілі акумулятори застосовуються в кардіостимуляторах, RFID та в розумному одязі .

### Електромобілі
У гібридних та електричних автомобілях застосовуються різні типи акумуляторних батарей, включаючи літій-іон, нікель-металгідрид (NiMH), свинцево-кислотні та електричні двошарові конденсатори (або ультраконденсатори) на основі Li-ion . Автовиробник Bentley вважає що твердотілі акумулятори можуть надати більше свободи у дизайні автомобілів.

## Недоліки

### Вартість
Твердотілі акумулятори занадто дорогі у виготовленні, а виробничі процеси важко масштабуються, вимагаючи дорогого обладнання для вакуумного осадження. У 2012 році було підраховано, що на основі тодішньої технології вартість одного твердотілого акумулятора потужністю 20 Ah коштуватиме 100 000 доларів США, а щоб створити електромобіль з високою дальністю руху, потрібна акумуляторна батарея, що скадається з 800-1000 таких акумуляторів. Вартість також є проблемою для використання твердотільних акумуляторів в інших галузях, таких як смартфони .

### Вплив температури та тиску
Можливий вплив на роботу акумулятора низьких температур. Є свідчення про низьку продуктивність твердотілих акумуляторів у таких умовах.
Твердотільні акумулятори з керамічними електролітами потребують високого тиску для підтримки контакту з електродами. Керамічні прокладки між катодом і анодом можуть зламатись від механічних ушкоджень.

### Дендрити

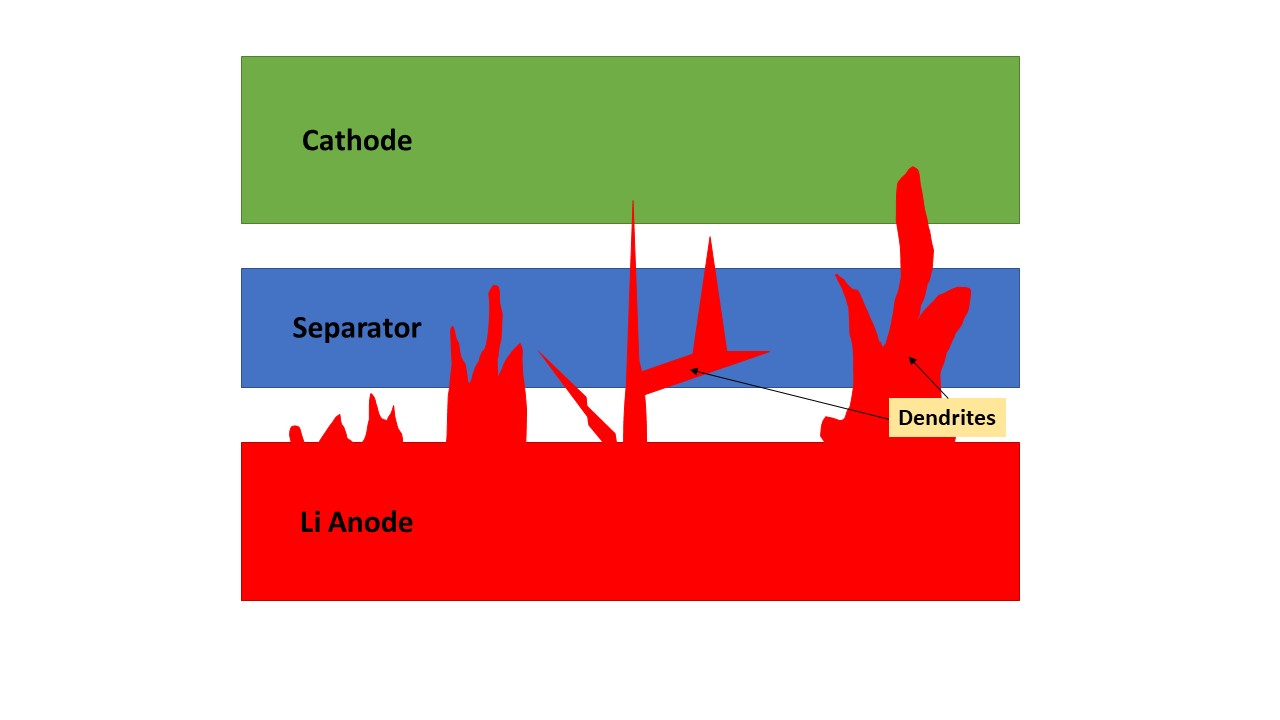
Дендрит металу літію з анода пронизує прокладку і росте в бік катода.

Аноди на основі твердого літію (Li) в твердотілих акумуляторах є заміною графітових анодів у літій-іонних акумуляторах, для більшої щільності енергії, безпеки, та швидкої зарядки. Використання літію у анодах спричиняє утворення та ріст дендритів Li за рахунок неоднорідного осадження металу літію.
Дендрити літію проникають у ізоляційну прокладку, що розміщена між анодом та катодом та запобігає короткому замиканню . Проникнувши через прокладку, вони спричиняють короткі замикання, перегрів, пожежежі або навіть вибухи від теплового розширення. Літієві дендрити знижують вихід току (ефективність).
Дендрити зазвичай утворюються під час електроосадження що відбувається у процесі заряду та розряду акумулятора. Іони літію в електроліті поєднуються з електронами на поверхні анода — утворюючи шар металу літію. В ідеалі осадження літію відбувається рівномірно на аноді. Однак, якщо створюються нерівномірні нарости, структури можуть рости як голка, через весь електроліт та / або прокладку.
Стабільна інтерфаза твердого електроліту (SEI) була найефективнішою стратегією уповільнення росту дендриту та досягнення більшої кількості циклів зарядки. Твердотільні електроліти (SSE) можуть запобігати росту дендритів, хоча це питання залишається відкритим. У дослідженнях 2018 року визначено нанопористі керамічні прокладки, що здатні блокувати ріст дендриту літію аж до критичної щільності струму .

## Переваги
Вважається, що твердотіла акумуляторна технологія здатна підвищити енергетичну щільність (2,5х).
Можна уникнути використання небезпечних або токсичних матеріалів, що зараз використовуються у виробництві акумуляторів, таких як органічні електроліти.
Оскільки більшість рідких електролітів є горючими, а тверді електроліти є негорючими, твердотільні акумулятори вважаються більш безпечними. Потрібно менше систем безпеки, що збільшує щільність енергії. Останні дослідження показують, що вироблення тепла всередині твердотілої акумуляторної батареї складає лише ~ 20-30 % у порівнянні із звичайними акумуляторними батареями з рідким електролітом.
Вважається, що твердотіла акумуляторна технологія дозволить швидше заряджатись. Можлива більша напруга та більше циклів перезарядки.